# 梅里爾維爾 (喬治亞州)
梅里爾維爾（英語：Merrillville）是位於美國喬治亞州托馬斯縣的一個非建制地區。該地的面積和人口皆未知。

## 地理
梅里爾維爾的座標為30°56′57″N 83°52′48″W / 30.94917°N 83.88000°W，而該地的平均海拔高度為76米（即249英尺）。